# Fundamentalni pastoral
Fundamentalni pastoral, dio pastoralnog bogoslovlja. Obrađuje osnovna pitanja pastoralne teologije. Polazi se od znanstvene utemeljenosti discipline u kontekstu ostalih teoloških grana s osvrtom na opći povijesni razvoj te povijesni razvoj po nižim zemljopisnim odrednicama (europski, hrvatski). Student fundamentalnog pastorala izučavanjem i sudjelovanjem u teološko-socijološkim analizama i konzultacijama stječe sposobnost pastoralno-teološkog promišljanja, osobito s težištem na župnu zajednicu.